# Griekenland op het Eurovisiesongfestival 1987
Griekenland nam deel aan het Eurovisiesongfestival 1987 in Brussel, België. Het was de 10de deelname van het land op het Eurovisiesongfestival. ERT was verantwoordelijk voor de Griekse bijdrage voor de editie van 1987.

## Selectieprocedure
Om de kandidaat te kiezen voor het festival in 1987 werd een nationale finale georganiseerd. Deze finale vond plaats op 17 maart 1987 en werd gehouden in het Theatro Municipal de El Piero. De presentatie lag in handen van Dafni Bokota. De winnaar werd aangeduid door een expertjury.

### Uitslag
| Plaats | Artiest                                                                     | Lied                                   | Punten |
| ------ | --------------------------------------------------------------------------- | -------------------------------------- | ------ |
| 1      | Bang                                                                        | Stop                                   | 51     |
| 2      | Stelios Stavrakis                                                           | Mathima ellinikon                      | 27     |
| 3      | Lia Vissi, Christos Callow, Katerina Adamantidou & Stelios Goulielmos       | Les to telos nahi erthi                | 26     |
| 4      | Efi Sarri                                                                   | Perimeno                               | 25     |
| 5      | Sofia Arvaniti, Alexandra Hadjiyianni, Yiannis Savidakis & Prokopis Dourbas | Labirithos                             | 23     |
| 6      | Aggeliki Bazigou                                                            | Mia kouklitsa ap' tin Iaponia          | 16     |
| 6      | Christina Maragouzi                                                         | Papse na blekis to rok me ta bouzoukia | 16     |
| 8      | Giorgos Antoniou                                                            | Ela sto mytho                          | 15     |

## In Brussel
Griekenland moest in Brussel als 11de optreden, net na Turkije en voor Nederland. Op het einde van de puntentelling hadden de Grieken 64 punten verzameld, wat ze op een 10de plaats bracht. Men ontving 1 keer het maximum van de punten, afkomstig van Cyprus. België en Nederland hadden respectievelijk 2 en 5 punten over voor deze inzending.

### Gekregen punten

#### Finale
| 12 punten                                       | 10 punten | 8 punten | 7 punten                | 6 punten              |
| ----------------------------------------------- | --------- | -------- | ----------------------- | --------------------- |
| - Cyprus                                        |           | - Italië | - Frankrijk - Luxemburg | - Denemarken - Zweden |
| 5 punten                                        | 4 punten  | 3 punten | 2 punten                | 1 punt                |
| - Joegoslavië - Nederland - Verenigd Koninkrijk |           |          | - België                | - IJsland             |

### Punten gegeven door Griekenland

#### Finale
Punten gegeven in de finale:
| 12 punten | Cyprus      |
| 10 punten | Spanje      |
| 8 punten  | Denemarken  |
| 7 punten  | Oostenrijk  |
| 6 punten  | IJsland     |
| 5 punten  | Portugal    |
| 4 punten  | Frankrijk   |
| 3 punten  | Nederland   |
| 2 punten  | Joegoslavië |
| 1 punt    | Finland     |

1974 · 1975 · 1976 · 1977 · 1978 · 1979 · 1980 · 1981 · 1982 · 1983 · 1984 · 1985 · 1986 · 1987 · 1988 · 1989 · 1990 · 1991 · 1992 · 1993 · 1994 · 1995 · 1996 · 1997 · 1998 · 1999-2000 · 2001 · 2002 · 2003 · 2004 · 2005 · 2006 · 2007 · 2008 · 2009 · 2010 · 2011 · 2012 · 2013 · 2014 · 2015 · 2016 · 2017 · 2018 · 2019 · 2020 · 2021 · 2022 · 2023 · 2024 · 2025